# Pete Escovedo
Pete Escovedo (Pittsburg, 1935. július 13. –), amerikai ütőhangszeres dzsesszzenész.

## Pályafutása
Két testvérével létrehozta az Escovedo Bros Latin Jazz Sextetet. Carlos Santana őt és Coke Escovedót felvette együttesébe. Vezetője volt a 14-24 fős latin big bandnek is (Azteca).
Lánya az énekes és ütőhangszeres Sheila E..

## Lemezek
- 1977: Solo Two
- 1978: Happy Together
- 1982: Island (EsGo/Fantasy)
- 1985: Yesterday's Memories Tomorrow's Dreams
- 1987: Mister E
- 1995: Flying South
- 1997: E Street
- 2000: E Musica
- 2001: Whatcha Gonna Do
- 2003: Live
- 2012: Live from Stern Grove Festival